# 拉弗耶
拉弗耶（法語：La Feuillée，法語發音：[la fœje]）是法国菲尼斯泰尔省的一个市镇，位於法國的西北方，属于沙托兰区。

## 地理
拉弗耶（48°23'30"N, 3°51'13"W）面积31.55 平方千米，位于法国布列塔尼大區菲尼斯泰尔省，该省份为法国最西部的省份，位于布列塔尼半岛西部，北西南三面环大西洋，东临阿摩尔滨海省和莫尔比昂省。
与拉弗耶接壤的市镇（或旧市镇、城区）包括：贝里安、博特默尔、布雷尼利斯、科马纳、于埃尔戈阿特、普卢内乌尔梅内兹。

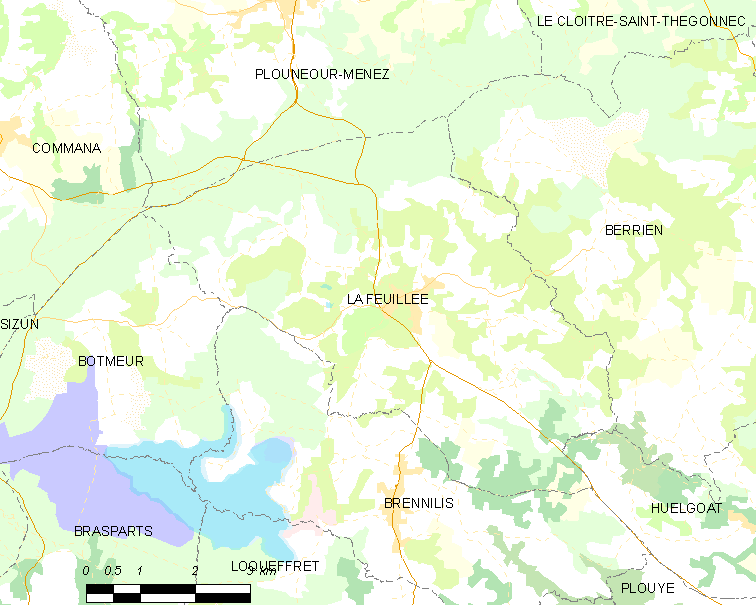
拉弗耶的OSM定位图

拉弗耶的时区为UTC+01:00、UTC+02:00（夏令时）。

## 行政
拉弗耶的邮政编码为29690，INSEE市镇编码为29054。

## 政治
拉弗耶所属的省级选区为卡赖普卢盖尔县。

## 人口

1962-2008年间拉弗耶人口变化图示

拉弗耶于2022年1月1日时的人口数量为684人。